# Mongolostegus
Mongolostegus – rodzaj wymarłych ptasiomiednicznych dinozaurów z rodziny stegozaurów, żyjących we wczesnej kredzie (późny apt – wczesny alb) na terenie Mongolii. Skamieliny jedynego dotąd opisanego gatunku – Mongolostegus expectabilis odkryto w formacji Dzunbain. Przed oficjalnym opisaniem jako osobny rodzaj znany był pod nomen nudum Wuerhosaurus mongoliensis. Obok stegozaura, Yanbeilong, a także nieopisanego jeszcze rodzaju, również odkrytego w formacji Dzunbain, Mongolostegus jest jednym z najmłodszych stegozaurów znalezionych na tym obszarze.

## Odkrycie i nazwa
Na holotypowy okaz Mongolostegus, o oznaczeniu PIN 3779-15, składają się: tylne kręgi grzbietowe, przednie kręgi ogonowe oraz fragmenty obręczy miednicznej. 
Pierwsze wzmianki o Mongolostegus, jeszcze jako bliżej nieokreślonym stegozaurze, miały miejsce w 2005 i 2012 r. W 2014 r. Roman Ulansky nieformalnie określił Mongolostegus jako Wuerhosaurus mongolensis. W 2016 r. Peter Galton i Kenneth Carpenter w swojej pracy podważyli nazwy kilkunastu stegozaurów, w tym W. mongolensis oraz Alcovasaurus, które nie spełniały formalnych warunków ICZN. Oficjalnie nazwany i uznany za osobny rodzaj stegozaura Mongolostegus expectabilis został w 2018 r. przez Tatianę Tumanową i Władimira Alifanowa.
Nazwę rodzajową Mongolostegus tłumaczyć można jako „Mongolski dach”, co odnosi się do kraju, w którym znaleziono skamieliny tego stegozaura. Nazwa gatunkowa excpectabilis (długo wyczekiwany) odnosi się do okresu występowania tego późnego stegozaura.